# Глеб Викторович Смирнов

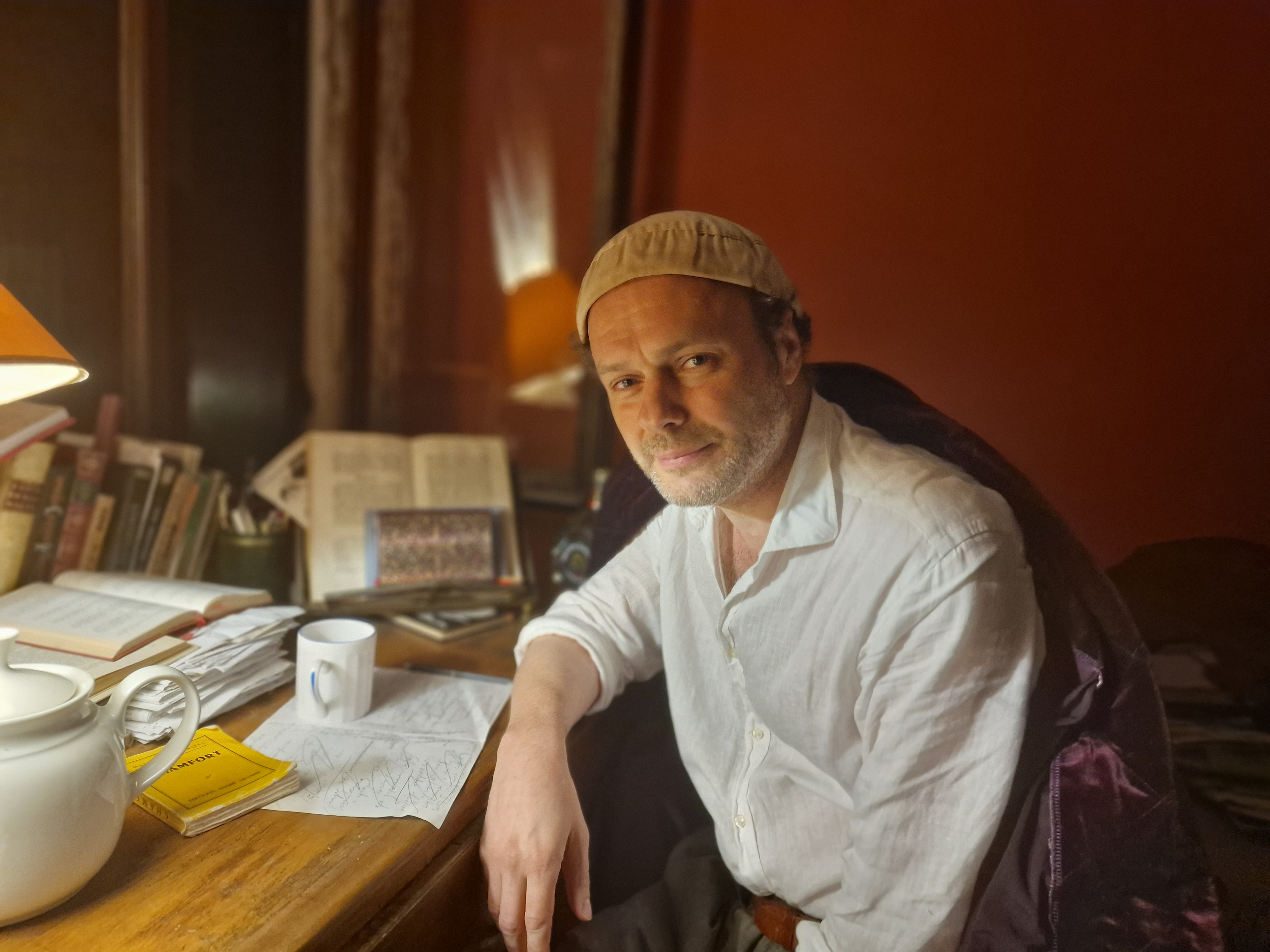
Глеб Смирнов за рабочим столом.

Глеб Викторович Смирнов (род. 25 сентября 1969, Москва) — российский искусствовед, магистр философии, создатель учения об артодоксии. Также известен под псевдонимами Glebus von Rims, Мартын Греч и Арчи Бемболи.

## Биография
В 1991 году окончил МГУ (Исторический факультет, кафедра истории искусств). Дипломная работа была посвящена пост-самиздату — Смирнов ввёл этот термин для обозначения книжных уникатов перестроечной эры. Научный руководитель — М. М. Алленов.
В 1992-1998 годах обучался в Папском Григорианском университете (Рим). В 1993-1994 годах жил в монастыре ордена ораторианцев при церкви Santa Maria in Vallicella.
В 1998 году защитил магистерскую диссертацию по философии на тему «Элизиум. Бессмертные на полях елисейских: артистическая эсхатология». С 1999 года живёт в Венеции.

## Артодоксия
Основная концепция Смирнова — артодоксия (от лат. ars — искусство и др.-греч. δόξα — слава, мнение) — теория о замене традиционных религий культом искусства в современном обществе. Впервые изложена в статье 2004 года и развита в монографиях:
- «Элизиум. Сакральное пространство культуры» (Арт-Хроника, 2004)
- «Мировая религия третьего завета» (Фонд Аксёнова, 2017)
- «ARTODOXIA» (Рипол-Классик, 2019) — 5 изданий
- «АРТОДОКСИЯ» (самиздат, Рим, 2024)

## Обсуждение и критика
Концепция не нашла широкой поддержки в академической среде , однако упоминается СМИ.

## Книги
- Смирнов Г. В. Рим. Путеводитель Афиши М. Афиша. 2001.[6]
- Смирнов Г. В. Метафизика Венеции. М. ОГИ. 2017 .[7]

- Смирнов Г. В. Палладио. Семь философских путешествий. М. Рипол-Классик. 2017.[8][9].
- Смирнов Г. В. ARTODOXIA . М. Рипол-Классик. 2017.[10]

## Интервью
- «Бродский не поэт» (док. фильм, 2015)
- «Главная роль» на канале «Культура» (2019)

### Неофициальные ресурсы
Шаблон:Неофициальные ссылки
- Официальная страница Страница в Facebook в социальной сети Facebook
- Аккаунт в Instagram на сайте Instagram